# 51º Stormo
Il 51º Stormo è un reparto da ricognizione ed appoggio tattico dell'Aeronautica Militare operativo con i velivoli Eurofighter Typhoon. Dipende dal Comando delle Forze da Combattimento di Milano e oggi ha sede presso l'aeroporto di Istrana.
Lo stormo è intitolato alla memoria del sergente pilota Ferruccio Serafini.

## Storia

### Le origini
Il 51º Stormo della Regia Aeronautica venne costituito a Ciampino, destinato alla difesa di Roma, presso l'omonimo aeroporto il 1º ottobre 1939, accorpando due Gruppi di volo: il già presente 20º Gruppo, (scorporandolo dal 52º Stormo) composto dalla 351ª, 352ª e 353ª Squadriglia ed il neocostituito 21º Gruppo Autonomo Caccia Terrestre, composto dalla 354ª, 355ª e 356ª Squadriglia. Il nuovo Stormo venne affidato al comando del tenente colonnello pilota Umberto Chiesa ed equipaggiato con il caccia biplano Fiat C.R.32, il caccia monoplano Fiat G.50 ed alcuni esemplari di IMAM Ro.41 da addestramento per la formazione e la pratica del personale volante e dei Caproni Ca.111 e Ca.133 da trasporto. Come spesso accadeva, per i reparti di nuova costituzione, per renderli subito ad un tasso di operatività elevato, venivano assegnati piloti di esperienza e valore. Un esempio fu il leggendario Giuseppe Cenni, Medaglia d'Oro V.M., tra i migliori assi da caccia della Guerra in Spagna e il futuro asso dei tuffatori, che fu assegnato alla costituzione del 51º Stormo.

#### Il gattaccio e iSorci verdi
Nei tardi anni trenta la rivalità scaturita da diverse scuole di pensiero fra i reparti da caccia, che si ritenevano elitari, e quelli da bombardamento era accesa da una nuova diatriba. Gli equipaggi dei bombardieri sostenevano che un tale velivolo avesse la facoltà e la possibilità di difendersi, in volo livellato, dalle incursioni della caccia avversaria tramite le proprie postazioni difensive mentre i piloti da caccia sostenevano la propria capacità di contrastare e impedire le missioni di bombardamento tattico.
Principale portavoce della tesi pro bombardieri era il 12º Stormo BT equipaggiato con i Savoia-Marchetti S.M.79 "Sparviero", a quell'epoca il trimotore dotato delle migliori prestazioni velocistiche in servizio nella Regia Aeronautica. Il reparto allora comandato dal colonnello pilota G. Giordani e basato presso l'aeroporto di Ciampino Nord, vantava i successi ottenuti nella gara internazionale di velocità aerea "Istres-Damasco-Parigi" e in alcune crociere a lungo raggio e i velivoli in dotazione avevano dipinto sulla fusoliera lo stemma di reparto costituito da tre Sorci Verdi.
Affidato al comando del colonnello pilota Tessore, basato sullo stesso aeroporto ma al lato opposto, Ciampino Sud, era stanziato il 52º Stormo Caccia Terrestre, equipaggiato con il caccia biplano Fiat C.R.32, un modello oramai al limite della vita operativa e dalle prestazioni non più all'altezza di velivoli concettualmente più moderni, per altro in procinto di essere sostituito con modelli più recenti.
Durante una prima missione simulata, volta ad addestrare i reparti in condizioni operative, venne ordinato agli S.M.79 del 12º Stormo di raggiungere Roma per individuare la zona da bombardare e ai C.R.32 del 52º Stormo Caccia di difendere la capitale dall'attacco dei bombardieri. In quell'occasione le prestazioni superiori degli "Sparviero", capaci di una velocità massima superiore, ebbero facilmente ragione degli avversari permettendo al 12º Stormo di aggiudicarsi la manovra consolidando la sicurezza nei "bombardieri" che la loro specialità avesse raggiunto la superiorità tattica.
Non molto tempo dopo venne ordinato di ripetere una simile missione, nuovamente con gli S.M.79 dei "Sorci Verdi" nel ruolo di bombardieri aggressori e con il reparto da caccia nel ruolo di difensore della città. In questa occasione però, oltre ai C.R.32 del 52º Stormo partecipò all'azione simulata anche la 351ª Squadriglia del costituendo 51º Stormo equipaggiata con i nuovi e più moderni monoplani Fiat G.50.
Al comando del capitano pilota Aldo Alessandrini, la 351ª, grazie alle superiori caratteristiche generali del G.50, riuscì a impedire ai "Sorci Verdi" di portare a buon fine l'attacco alla capitale. Alla fine della missione, all'apice di una grande euforia per aver sconfitto i blasonati avversari, i piloti dei caccia coniarono una frase destinata a diventare famosa e ripresa come motto popolare: "Finalmente i signori dei "Sorci Verdi" hanno trovato il loro gatto!". Per meglio suggellare il goliardico sfottò, il tenente pilota Vincenzo "Bill" Sant'Andrea, dotato di buona mano nel disegno, ridipinse l'elemento verticale dell'impennaggio di uno dei G.50 sostituendo il Lupo Rosso su fondo Nero con la dicitura "Hostibus Terror" (fino ad allora distintivo ufficiale del reparto) con un "Gatto nero" che scompagina tre "sorcetti verdi". L'idea piacque talmente che venne deciso di adottare il disegno estemporaneo come distintivo del 51º Stormo Caccia.
La storia del "Gattaccio" e dello sfottò arrivò comunque a conoscenza dello Stato Maggiore dell'Aeronautica che non approvò del tutto il nuovo simbolo. Non volendo far sfigurare troppo i "Sorci Verdi" del 12º Stormo da bombardamento, reparto che con la sua notorietà aveva glorificato le imprese del regime fascista e al quale apparteneva Bruno Mussolini (figlio terzogenito del Duce), si decretò che i tre topolini dovevano essere dipinti in grigio anziché in verde; a malincuore i piloti del 51º Stormo ottemperarono alla disposizione.

### Seconda guerra mondiale
Al 10 giugno 1940 era a Ciampino Sud comandato dal Ten. Col. Chiesa con il XX con 25 G 50 e 4 CR 32 e XXI Gruppo con 19 G 50 e 2 CR32 inquadrato nella VIII Brigata Caccia Terrestre "Astore"  del Gen. B.A. Guglielmo Cassinelli di Ciampino Sud della 3ª Squadra aerea.
Dopo l'entrata dell'Italia nel secondo conflitto mondiale, il 22 settembre 1940 (sciolto il 51º Stormo) il 20º Gruppo venne inviato in Belgio come reparto costituente il Corpo Aereo Italiano (CAI), per affiancare la Luftwaffe nelle missioni nell'ambito della Battaglia d'Inghilterra. Dato che oramai erano operazioni belliche volte a sollevare il morale del reparto, il maggiore Mario Bonzano (comandante del Gruppo) si assunse la responsabilità della decisione che da tempo covava nell'animo dei suoi uomini. Come gesto scaramantico e di buon augurio ordinò che si ridipingessero nuovamente in verde i tre sorcetti. Da allora il "Gatto nero con i tre topolini verdi" rimase l'invariato emblema del 51º Stormo.
Al 51º venne affidata la difesa di Roma e Napoli. 
Dal gennaio 1942 al febbraio 1943 lo Stormo caccia terrestre è stato comandato da Aldo Remondino.
Nel marzo 1942, gli aerei vennero sostituiti con i più recenti ed efficaci Macchi M.C.202 con i quali lo stormo venne rischierato a Kinisia in Sicilia per iniziare le operazioni su Malta.
All'8 settembre era a Milis con il 155º Gruppo a Sa Zeppara con la 351ª (Sa Zeppara, 4 M.C.205), 360ª (Sa Zeppara, 4 M.C.205) e 378ª Squadriglia (Milis, 4 M.C.202) ed il 160º Gruppo Caccia Terrestre all'Aeroporto di Olbia-Venafiorita con la 375ª (5 Re.2001), 393ª (4 RE 2001, 1 G.50) e 394ª Squadriglia (3 RE 2001, 2 Fiat C.R.42).
Dopo l'8 settembre 1943, con la firma dell'armistizio di Cassibile, il 51º Stormo si ricostituì sull'aeroporto di Lecce con i gruppi 20º, 21º e 155º Gruppo, operando all'interno dell'Aeronautica Cobelligerante Italiana; fu equipaggiato con i caccia Macchi M.C.205 ex Regia Aeronautica e con i Supermarine Spitfire Mk.VB ceduti dalla Royal Air Force, operando prevalentemente nel teatro bellico dei Balcani.
Dal gennaio al giugno 1944 è stato comandato da Duilio Fanali.

### Il dopoguerra
Nel dopoguerra, il 51º Stormo, equipaggiato con Spitfire Mk.IX e gli statunitensi ex USAAF North American P-51 Mustang e Republic P-47 Thunderbolt, si trasferì sull'aeroporto di Treviso-Sant'Angelo.
Dino Ciarlo ha prestato servizio prima come comandante della 379ª Squadriglia dal marzo 1947 al novembre 1948, poi come comandante del 21º Gruppo dal novembre 1951 al marzo 1954, infine come comandante del reparto volo della 51ª Aerobrigata dal 1955 al maggio del 1957.
Il 1º febbraio 1953 il 51º Stormo divenne 51ª Aerobrigata iniziando a operare sull'aeroporto di Istrana, in provincia di Treviso. 
Stelio Nardini venne assegnato nel 1953 al 51º Stormo cacciabombardieri ed intercettori ogni tempo di Istrana, ha comandato la 351ª Squadriglia del 21º Gruppo ed è stato capo ufficio operazioni del 21º Gruppo.
Negli anni successivi la linea di volo dell'Aerobrigata vide avvicendarsi i Republic F-84G Thunderjet, i Republic F-84F Thunderstreak, i North American F-86K Sabre e, per un breve periodo, anche i Fiat G.91R. 
Franco Pisano, futuro Capo di stato maggiore dell'Aeronautica Militare, ha volato con lo stormo fra il 1955 ed il 1957.
Adelchi Pillinini dal 1956 al 1959 ha volato presso il 22º Gruppo. 

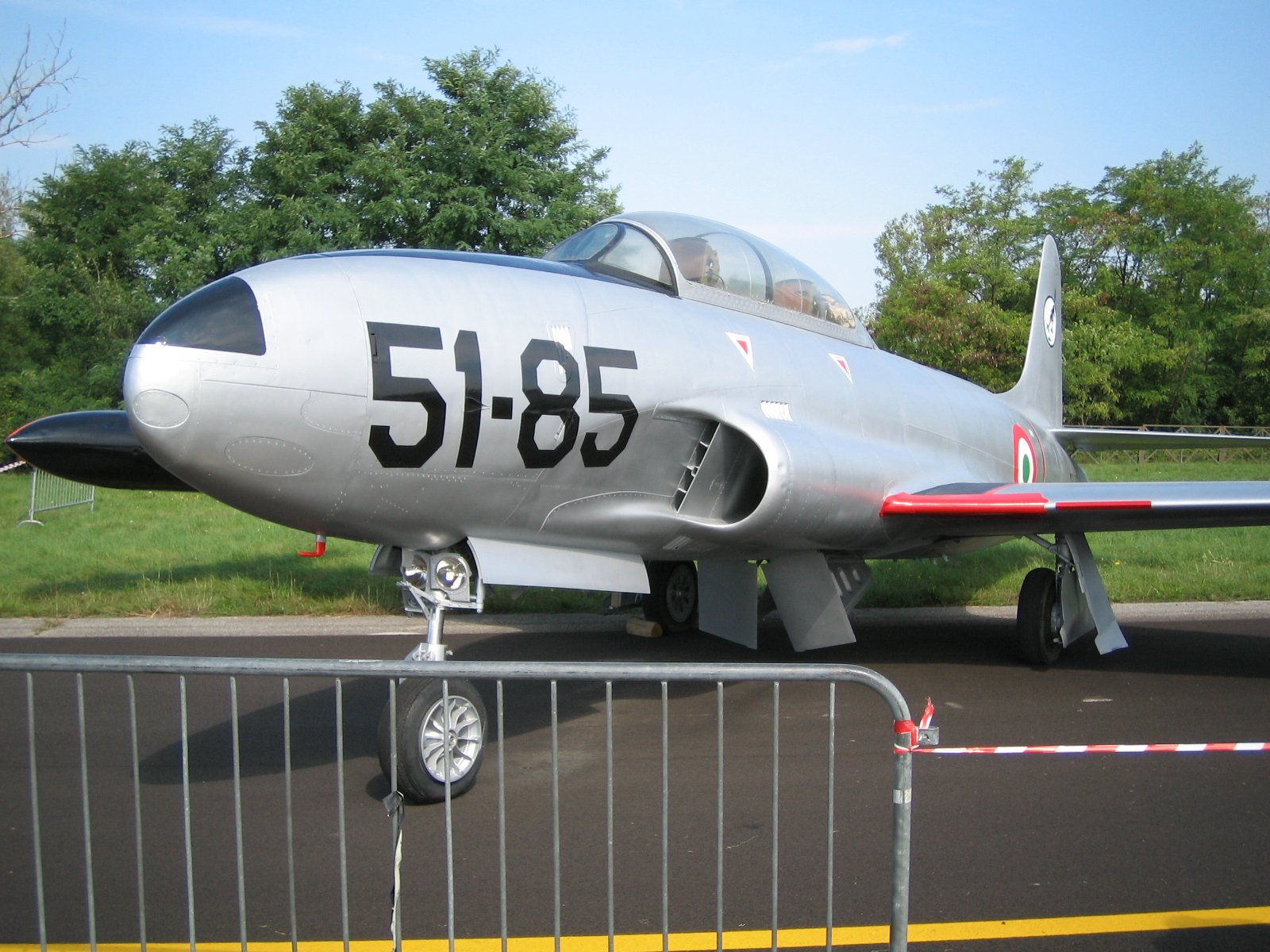
un Lockheed T33A del 51°

Nel settembre 1963 fu la volta dei Lockheed F-104G Starfighter. Il 12 settembre 1967 l'Aerobrigata tornò ad essere 51º Stormo. Nel giugno 1969 il 22º Gruppo del 51º Stormo fu il primo reparto dell'A.M. equipaggiato con l'F-104S.
Nardini dopo aver comandato il 21º Gruppo negli anni 60 fra il 1972 ed il 1974 è stato prima vice comandante e poi comandante dello Stormo. Il 13 ottobre 1973 il 155º Gruppo lasciò il 50º Stormo e venne assegnato al 51º Stormo alla Base di Istrana, fino al 1º gennaio 1985 quando venne riassegnato al 6º Stormo alla Base di Ghedi, iniziando la conversione al nuovo velivolo multiruolo "Tornado". La denominazione del Gruppo passò da CB a CBOC.
Nel gennaio 1989, al 51º Stormo venne assegnato il 103º Gruppo, il primo operativo sul caccia italo-brasiliano AMX. 
Lo Stormo, a partire dal 1993, ha svolto operazioni aeree nei cieli della ex Jugoslavia nell'Operazione Deny Flight anche indirettamente, ospitando e dando assistenza logistico-operativa al 333° Gr. volo di Strasburgo presente con velivoli Mirage F1 (Kodak).
Dopo il collocamento in posizione "quadro" del 22º Gruppo, il 25 febbraio 1999, nel 51º Stormo fu inquadrato un secondo gruppo AMX, il 132º del disciolto 3º Stormo di Villafranca. 
Lo stesso anno, il 103º e il 132º Gruppo parteciparono all'operazione Allied Force svolgendo missioni nei cieli della Bosnia a supporto dei contingenti NATO.
Per l'operazione ISAF (International Security Assistance Force), nel 2006, la Bandiera di Guerra del Reparto è stata rischierata presso l'Aeroporto Khawaja Rawash (Afghanistan), a costituzione della Task Force – Air Kabul, dotata di elicotteri AB.212. Dal 4 novembre 2009 la Bandiera di Guerra del Reparto è stata rischierata nel teatro afghano, in virtù della costituzione del Task Group 'Black Cats', fino al 20 giugno 2014 dotata di velivoli AMX nell'ambito della Joint Air Task Force (JATF). 
Lo Stormo nel 2011 ha operato dalla base aerea di Trapani Birgi a supporto delle operazioni aeree per la risoluzione della Prima guerra civile in Libia, con velivoli AMX facenti parte della coalizione NATO nel contesto dell'operazione Unified Protector (Intervento militare in Libia del 2011), in adempimento delle risoluzioni 1970 e 1973 dell'ONU.
Il 29 luglio 2014 il 51º Stormo ha ricevuto il 101º Gruppo O.C.U. (Operational Conversion Unit).
Alle dipendenze del 51º Stormo "Ferruccio Serafini", dislocato sull'aeroporto di Istrana (Treviso), operavano il 103º Gruppo Caccia Bombardieri ("Davide Velut"), il 132º Gruppo Caccia Bombardieri Ricognitori ("I quattro gatti") su AMX, il 101º Gruppo O.C.U. (Operational Conversion Unit) su AMX ed AMX-T, il Gruppo Manutenzione Aeromobili (GEA), il 451º Gruppo STO, il 551º Gruppo SLO e il Gruppo Protezione delle Forze.

### Lo Stormo oggi

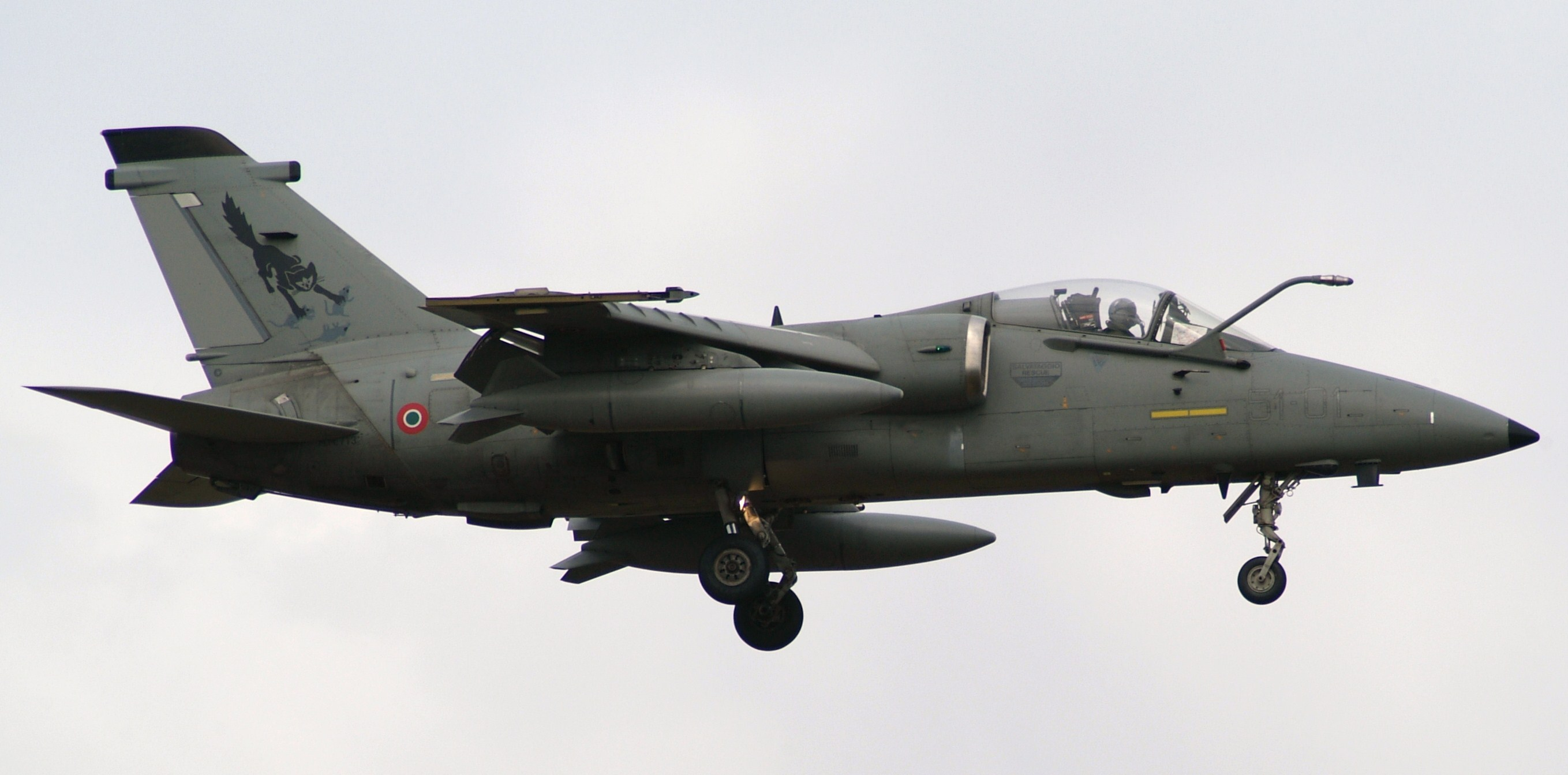
Un AMX del 51°

Il 15 gennaio 2016 lo stato maggiore della difesa ridisloca 4 AMX presso l'aeroporto di Trapani-Birgi.
Nel settembre 2016 il 103° è stato collocato in posizione quadro, mentre il 101° il 3 novembre. Resta in linea così solo il 132º Gruppo CBR, cacciabombardieri con capacità di ricognizione fotografica.
Dal gennaio 2017 sono schierati sull'aeroporto trevigiano una coppia di Eurofighter Typhoon per l'attivazione di una cellula d'allarme di difesa aerea assicurata a rotazione da velivoli del 4º Stormo di Grosseto, del 36º Stormo di Gioia del Colle e del 37º Stormo di Trapani Birgi.
Dal 9 aprile 2020 lo stormo torna a essere formalmente parte della difesa aerea nazionale. Il 132º Gruppo operava contemporaneamente con 2 linee volo:  quella Eurofighter,  per la difesa aerea nazionale, e quella AMX per la ricognizione tattica, le operazioni di Close Air Support (C.A.S.) e la capacità di attacco aria-suolo, fino al ritiro degli ultimi cinque esemplari il 5 aprile 2024.

## Onorificenze

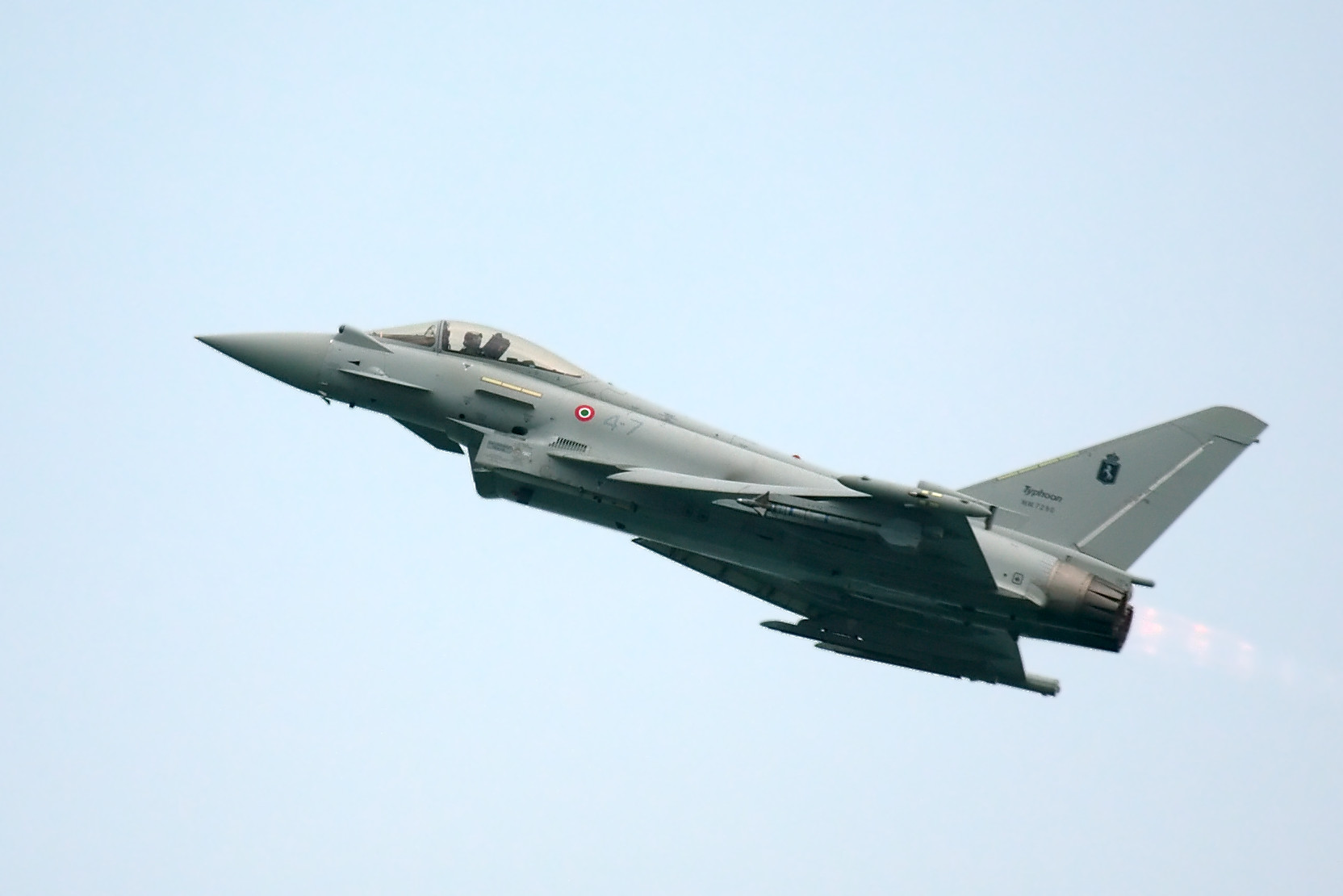
Un Eurofighter dell'AMI

### Decorati
- Colonnello pilota Davide Ignazio Franceschetti – Lancenigo, 8 febbraio 2001
- Sergente pilota Ferruccio Serafini – Cielo della Sardegna, 22 luglio 1943